# Столл, Сэндон
Сэндон Фредерик Столл (англ. Sandon Frederick Stolle; род. 13 июля 1970, Сидней) — австралийский профессиональный теннисист и теннисный тренер, бывшая вторая ракетка мира в парном разряде. Победитель Открытого чемпионата США 1998 года и трёхкратный финалист турниров Большого шлема в мужском парном разряде, победитель 22 турниров АТР, обладатель Кубка Дэвиса и командного Кубка мира в составе сборной Австралии (1999).

## Игровая карьера
Сэндон Столл родился в 1970 году в Сиднее в семье бывшей второй ракетки мира среди любителей, 19-кратного победителя турниров Большого шлема во всех разрядах Фреда Столла. Помимо Сэндона, у Фреда Столла и его жены Пэт было две дочери — Моник и Надин.
Сэндон вырос во Флориде, где учился игре в теннис в Академии Гарри Хопмана. Поступив в Техасский христианский университет в Форт-Уэрте, он отучился там два года, окончив вуз со степенью в области маркетинга и бизнеса. В годы учёбы в ТХУ Столл усовершенствовал свою теннисную технику, после чего в 1991 году начал карьеру профессионального теннисиста. Летом того же года он преодолел отборочное сито на Уимблдонском турнире, а в первом круге переиграл своего соотечественника Марка Кратцмана прежде, чем уступить в четырёх сетах Джону Макинрою. В сентябре 1991 года он стал четвертьфиналистом турнира ATP после победы над десятой ракеткой мира Карелом Новачеком, а в ноябре в Тасмании выиграл свой первый турнир класса ATP Challenger.
В 1992 году Столл завоевал первый в карьере парный титул в турнирах АТР. Это произошло осенью в Тайбэе, где партнёром молодого австралийца был более опытный соотечественник Джон Фицджеральд. В 1993 году на его счету было три парных финала (одна победа), а в трёх следующих сезонах — по четыре. В 1994 году Столл выиграл три из четырёх финалов (в том числе с Алексом О’Брайеном на турнире высшей категории в Цинциннати, где они по ходу вывели из борьбы первую пару мира Джонатан Старк-Байрон Блэк). В следующем сезоне он не завоевал ни одного титула, но с этим же партнёром стал в том числе финалистом Открытого чемпионата США — снова после победы над первой парой мира, которой на тот момент являлись голландцы Паул Хархёйс и Якко Элтинг. В финале О’Брайен и Столл уступили австралийскому тандему Тодд Вудбридж-Марк Вудфорд. 1994 год Столл закончил на 16-м месте в рейтинге ATP в парном разряде, а следующий сезон — на 23-м.
В 1996 году в Ноттингеме Столл, успешно выступающий в парах в первый и последний раз в карьере стал финалистом турнира АТР в одиночном разряде (что вместе с выходом в третий круг на Уимблдоне позволило ему в начале следующего сезона достичь 50-го места в одиночном рейтинге АТР). В августе во второй раз вышел в финал турнира в Цинциннати, на этот раз с чехом Цирилом Суком, победив среди прочих Байрона Блэка и Гранта Коннелла, занимавших в рейтинге третью и четвёртую строчки. За конец 1996 и первую половину 1997 года они ещё четырежды играли вместе в финалах турниров АТР, победив в Остраве. В 1997 году Столл также дебютировал в составе сборной Австралии в Кубке Дэвиса, принеся команде очко во встрече с французами, причём в одиночном разряде.
В июле 1997 года на Открытом чемпионате Канады Столл в матче с Майклом Чангом получил травму плеча, которая не позволяла ему вернуться на корт до конца сезона. После возвращения австралиец продолжал преимущественно выступать в паре с Суком и с ним же во второй раз в карьере дошёл до финала на Открытом чемпионате США. На этот раз они обыграли Вудбриджа и Вудфорда уже в третьем круге, а в финале победили пару Даниэль Нестор-Марк Ноулз. В конце года Столл и Сук сыграли в Чемпионате мира АТР — итоговом турнире сезона для обладателей лучших результатов в году, но проиграли два матча из трёх в группе и не вышли в плей-офф.
За 1999 год Столл шесть раз играл в финалах турниров АТР, выиграв четыре из них, в том числе два подряд турнира высшей категории — в Индиан-Уэллс и в Майами — в паре с зимбабвийцем Уэйном Блэком. Войдя в марте в десятку сильнейших парных игроков мира, он достиг в июне третьей строчки в рейтинге, окончив год на девятом месте. В финальном турнире сезона они с Блэком вышли из группы после победы над первой парой мира Леандер Паес-Махеш Бхупати, но в полуфинале уступили О’Брайену и канадцу Себастьену Ларо. Кроме того, в составе сборной Австралии Столл выиграл командный Кубок мира в Дюссельдорфе, где принёс команде четыре очка из пяти возможных в парном разряде. Столл также участвовал в успешном продвижении австралийцев в Кубке Дэвиса, хотя в победном финальном матче с командой Франции участия не принял.
2000 год стал для Столла самым результативным в индивидуальной карьере. За сезон он показал лучший результат среди всех теннисистов в парном разряде по количеству выигранных матчей (68) и выходов в финал (12), завоевав три титула. В двух проигранных и одном выигранном финале его партнёром был австралиец Ллейтон Хьюитт, а ещё в шести проигранных и одном выигранном финале — Паул Хархёйс. Столл и Хархёйс играли в двух из четырёх финалов турниров Большого шлема — на Открытом чемпионате Франции и на Уимблдоне, оба раза проиграв Вудбриджу и Вудфорду. К концу года они, однако, не смогли удержать этот уровень, на Открытом чемпионате США выбыв из борьбы в четвертьфинале, а на итоговом турнире сезона снова не выйдя из группы.
2000 год Столл закончил на третьей позиции в парном рейтинге АТР, а в марте 2001 года поднялся на вторую — высшую в карьере. К этому времени сотрудничество с Хархёйсом было закончено (в связи с планами последнего завершить игровую карьеру). В первой половине сезона австралиец преимущественно выступал с канадцем Даниэлем Нестором — Олимпийским чемпионом Сиднея (одержав вместе 22 победы при 9 поражениях), а завершал его с белорусом Максимом Мирным (14 побед и 3 поражения). За год Столл семь раз играл в финалах турниров АТР, в том числе трижды — высшей категории, и завоевал рекордные для своей карьеры пять титулов (включая победу на турнире высшей категории в Штутгарте), в общей сложности выиграв 47 матчей за сезон — четвёртый результат в мире.
Ещё один титул в 2001 году Столлу помог завоевать соотечественник Джошуа Игл. В следующем сезоне он отыграл с Иглом 27 из 28 турниров, в которых принял участие; вместе австралийцы выиграли 42 матча и ещё четырежды доходили до финалов на турнирах АТР, одержав одну победу. Столл завершил год на 19-м месте в рейтинге ATP — пятый сезон подряд, оконченный в Top-20. Он завершил игровую карьеру в январе 2003 года.

## Место в рейтинге в конце сезона
| Год              | 1990 | 1991 | 1992 | 1993 | 1994 | 1995 | 1996 | 1997 | 1998 | 1999 | 2000 | 2001 | 2002 |
| ---------------- | ---- | ---- | ---- | ---- | ---- | ---- | ---- | ---- | ---- | ---- | ---- | ---- | ---- |
| Одиночный разряд | 228  | 156  | 71   | 182  | 212  | 179  | 58   | 83   | 238  | 375  | 1332 | 1383 |      |
| Парный разряд    | 366  | 188  | 105  | 69   | 16   | 23   | 40   | 39   | 14   | 9    | 3    | 5    | 19   |

## Финалы турниров Большого шлема за карьеру

### Мужской парный разряд (1-3)
| Результат | Год  | Турнир                     | Покрытие | Партнёр        | Соперник в финале          | Счёт в финале  |
| --------- | ---- | -------------------------- | -------- | -------------- | -------------------------- | -------------- |
| Поражение | 1995 | Открытый чемпионат США     | Хард     | Алекс О’Брайен | Тодд Вудбридж Марк Вудфорд | 3-6, 3-6       |
| Победа    | 1998 | Открытый чемпионат США     | Хард     | Цирил Сук      | Даниэль Нестор Марк Ноулз  | 4-6, 7-68, 6-2 |
| Поражение | 2000 | Открытый чемпионат Франции | Грунт    | Паул Хархёйс   | Тодд Вудбридж Марк Вудфорд | 6-77, 4-6      |
| Поражение | 2000 | Уимблдонский турнир        | Трава    | Паул Хархёйс   | Тодд Вудбридж Марк Вудфорд | 3-6, 4-6, 1-6  |

## Финалы турниров АТР за карьеру
| Результат | №  | Дата         | Турнир                    | Покрытие | Соперник в финале | Счёт в финале |
| --------- | -- | ------------ | ------------------------- | -------- | ----------------- | ------------- |
| Поражение | 1. | 23 июня 1996 | Ноттингем, Великобритания | Трава    | Ян Симеринк       | 3-6, 6-7      |

| Легенда                                   |
| ----------------------------------------- |
| Большой шлем (1-3)                        |
| Чемпионат мира ATP-тура/Кубок Мастерс (0) |
| Mercedes-Benz Super 9 (4-5)               |
| ATP Championship Series/ATP Gold (4-3)    |
| ATP World/ATP International (13-18)       |

| Результат | №   | Дата             | Турнир                               | Покрытие | Партнёр             | Соперники в финале                    | Счёт в финале     |
| --------- | --- | ---------------- | ------------------------------------ | -------- | ------------------- | ------------------------------------- | ----------------- |
| Победа    | 1.  | 25 октября 1992  | Тайбэй, Тайвань                      | Ковёр    | Джон Фицджеральд    | Патрик Баур Кристо ван Ренсбург       | 7-6, 6-2          |
| Победа    | 2.  | 17 января 1993   | Сидней, Австралия                    | Хард     | Джейсон Столтенберг | Люк Дженсен Мерфи Дженсен             | 6-3, 6-4          |
| Поражение | 1.  | 28 февраля 1993  | Скоттсдейл, Аризона, США             | Хард     | Люк Дженсен         | Марк Кил Дейв Рэндолл                 | 5-7, 4-6          |
| Поражение | 2.  | 18 апреля 1993   | Открытый чемпионат Гонконга          | Хард     | Джейсон Столтенберг | Тодд Вудбридж Дэвид Уитон             | 1-6, 3-6          |
| Победа    | 3.  | 16 января 1994   | Сидней (2)                           | Хард     | Даррен Кэхилл       | Марк Кратцман Лори Уордер             | 6-1, 7-6          |
| Поражение | 3.  | 27 февраля 1994  | Скоттсдейл (2)                       | Хард     | Алекс О’Брайен      | Ян Апелль Кен Флэк                    | 0-6, 4-6          |
| Победа    | 4.  | 3 апреля 1994    | Осака, Япония                        | Хард     | Мартин Дамм         | Дэвид Адамс Андрей Ольховский         | 6-4, 6-4          |
| Победа    | 5.  | 14 августа 1994  | Цинциннати, США                      | Хард     | Алекс О’Брайен      | Марк Кратцман Уэйн Феррейра           | 6-7, 6-3, 6-2     |
| Поражение | 4.  | 12 февраля 1995  | Сан-Хосе, США                        | Хард(i)  | Алекс О’Брайен      | Джим Грабб Патрик Макинрой            | 6-3, 5-7, 0-6     |
| Поражение | 5.  | 14 мая 1995      | Пайнхерст, С. Каролина, США          | Грунт    | Алекс О’Брайен      | Тодд Вудбридж Марк Вудфорд            | 2-6, 4-6          |
| Поражение | 6.  | 30 июля 1995     | Открытый чемпионат Канады, Монреаль  | Хард     | Брайан Макфи        | Евгений Кафельников Андрей Ольховский | 2-6, 2-6          |
| Поражение | 7.  | 10 сентября 1995 | Открытый чемпионат США, Нью-Йорк     | Хард     | Алекс О’Брайен      | Тодд Вудбридж Марк Вудфорд            | 3-6, 3-6          |
| Поражение | 8.  | 14 января 1996   | Сидней                               | Хард     | Патрик Макинрой     | Ян Симеринк Эллис Феррейра            | 7-5, 4-6, 1-6     |
| Поражение | 9.  | 14 апреля 1996   | Нью-Дели, Индия                      | Хард     | Байрон Блэк         | Юнас Бьоркман Никлас Культи           | 6-4, 4-6, 4-6     |
| Поражение | 10. | 11 августа 1996  | Цинциннати                           | Хард     | Цирил Сук           | Даниэль Нестор Марк Ноулз             | 6-3, 3-6, 4-6     |
| Победа    | 6.  | 20 октября 1996  | Острава, Чехия                       | Ковёр(i) | Цирил Сук           | Ян Крошлак Карол Кучера               | 7-6, 6-3          |
| Поражение | 11. | 16 февраля 1997  | Дубай, ОАЭ                           | Хард     | Цирил Сук           | Сандер Грун Горан Иванишевич          | 6-7, 3-6          |
| Поражение | 12. | 12 февраля 1997  | Антверпен, Бельгия                   | Хард(i)  | Цирил Сук           | Дэвид Адамс Оливье Делетр             | 6-3, 2-6, 1-6     |
| Поражение | 13. | 15 июня 1997     | Лондон, Великобритания               | Трава    | Цирил Сук           | Патрик Рафтер Марк Филиппуссис        | 2-6, 6-4, 5-7     |
| Победа    | 7.  | 12 июля 1998     | Ньюпорт, США                         | Трава    | Даг Флэк            | Скотт Дрейпер Джейсон Столтенберг     | 6-2, 4-6, 7-6     |
| Победа    | 8.  | 2 августа 1998   | Лос-Анджелес, США                    | Хард     | Патрик Рафтер       | Даниэль Вацек Джефф Таранго           | 6-4, 6-4          |
| Победа    | 9.  | 13 сентября 1998 | Открытый чемпионат США               | Хард     | Цирил Сук           | Даниэль Нестор Марк Ноулз             | 4-6, 7-68, 6-2    |
| Победа    | 10. | 14 февраля 1999  | Дубай                                | Хард     | Уэйн Блэк           | Дэвид Адамс Джон-Лаффни де Ягер       | 4-6, 6-1, 6-4     |
| Поражение | 14. | 7 марта 1999     | Скоттсдейл (2)                       | Хард     | Марк Ноулз          | Джастин Гимелстоб Ричи Ренеберг       | 4-6, 7-64, 3-6    |
| Победа    | 11. | 14 марта 1999    | Индиан-Уэллс, Калифорния, США        | Хард     | Уэйн Блэк           | Рик Лич Эллис Феррейра                | 7-64, 6-3         |
| Победа    | 12. | 28 марта 1999    | Майами, США                          | Хард     | Уэйн Блэк           | Борис Беккер Ян-Майкл Гэмбилл         | 6-1, 6-1          |
| Победа    | 13. | 17 октября 1999  | Вена, Австрия                        | Хард(i)  | Давид Приносил      | Пит Норвал Кевин Ульетт               | 6-3, 6-4          |
| Поражение | 15. | 24 октября 1999  | Лион, Франция                        | Ковёр(i) | Уэйн Феррейра       | Пит Норвал Кевин Ульетт               | 6-4, 6-75, 6-74   |
| Поражение | 16. | 9 января 2000    | Аделаида, Австралия                  | Хард     | Ллейтон Хьюитт      | Тодд Вудбридж Марк Вудфорд            | 4-6, 2-6          |
| Поражение | 17. | 16 января 2000   | Сидней (2)                           | Хард     | Ллейтон Хьюитт      | Тодд Вудбридж Марк Вудфорд            | 5-7, 4-6          |
| Поражение | 18. | 19 марта 2000    | Индиан-Уэллс                         | Хард     | Паул Хархёйс        | Алекс О’Брайен Джаред Палмер          | 4-6, 6-75         |
| Поражение | 19. | 23 апреля 2000   | Монте-Карло, Монако                  | Грунт    | Паул Хархёйс        | Евгений Кафельников Уэйн Феррейра     | 3-6, 6-2, 1-6     |
| Поражение | 20. | 30 апреля 2000   | Барселона, Испания                   | Грунт    | Паул Хархёйс        | Никлас Культи Микаэль Тиллстрём       | 2-6, 7-62, 6-75   |
| Поражение | 21. | 21 мая 2000      | Открытый чемпионат Германии, Гамбург | Грунт    | Уэйн Артурс         | Тодд Вудбридж Марк Вудфорд            | 7-64, 4-6, 3-6    |
| Поражение | 22. | 11 июня 2000     | Открытый чемпионат Франции, Париж    | Грунт    | Паул Хархёйс        | Тодд Вудбридж Марк Вудфорд            | 6-77, 4-6         |
| Поражение | 23. | 25 июня 2000     | Хертогенбос, Нидерланды              | Трава    | Паул Хархёйс        | Мартин Дамм Цирил Сук                 | 4-6, 7-65, 6-75   |
| Поражение | 24. | 9 июля 2000      | Уимблдонский турнир                  | Трава    | Паул Хархёйс        | Тодд Вудбридж Марк Вудфорд            | 3-6, 4-6, 1-6     |
| Победа    | 14. | 30 июля 2000     | Лос-Анджелес (2)                     | Хард     | Пол Килдерри        | Ян-Майкл Гэмбилл Скотт Хамфриз        | без игры          |
| Победа    | 15. | 20 августа 2000  | Индианаполис, США                    | Хард     | Ллейтон Хьюитт      | Юнас Бьоркман Максим Мирный           | 6-2, 3-6, 6-3     |
| Победа    | 16. | 12 ноября 2000   | Лион                                 | Ковёр(i) | Паул Хархёйс        | Иван Любичич Джек Уэйт                | 6-1, 6-7, 7-6     |
| Победа    | 17. | 14 января 2001   | Сидней (3)                           | Хард     | Даниэль Нестор      | Юнас Бьоркман Тодд Вудбридж           | 2-6, 7-64, 7-65   |
| Победа    | 18. | 4 марта 2001     | Дубай (2)                            | Хард     | Джошуа Игл          | Ненад Зимонич Даниэль Нестор          | 6-4, 6-4          |
| Поражение | 25. | 13 мая 2001      | Открытый чемпионат Италии, Рим       | Грунт    | Даниэль Нестор      | Евгений Кафельников Уэйн Феррейра     | 4-6, 6-76         |
| Поражение | 26. | 21 May 2001      | Открытый чемпионат Германии (2)      | Грунт    | Даниэль Нестор      | Юнас Бьоркман Тодд Вудбридж           | 6-72, 6-3, 3-6    |
| Победа    | 19. | 17 июня 2001     | Халле, Германия                      | Трава    | Даниэль Нестор      | Максим Мирный Патрик Рафтер           | 6-4, 6-75, 6-1    |
| Победа    | 20. | 7 октября 2001   | Москва, Россия                       | Ковёр(i) | Максим Мирный       | Махеш Бхупати Джефф Таранго           | 6-3, 6-0          |
| Победа    | 21. | 21 октября 2001  | Штутгарт, Германия                   | Хард(i)  | Максим Мирный       | Джефф Таранго Эллис Феррейра          | 7-60, 7-64        |
| Поражение | 27. | 13 января 2002   | Сидней (3)                           | Хард     | Джошуа Игл          | Дональд Джонсон Джаред Палмер         | 4-6, 4-6          |
| Поражение | 28. | 3 марта 2002     | Дубай (2)                            | Хард     | Джошуа Игл          | Даниэль Нестор Марк Ноулз             | 6-3, 3-6, [11-13] |
| Поражение | 29. | 6 октября 2002   | Москва                               | Ковёр    | Джошуа Игл          | Максим Мирный Роджер Федерер          | 4-6, 6-7          |
| Победа    | 22. | 13 октября 2002  | Вена (2)                             | Хард(i)  | Джошуа Игл          | Иржи Новак Радек Штепанек             | 6-4, 6-3          |

## Финалы командных турниров
| Результат | Год  | Турнир       | Место проведения      | Команда                                          | Соперники в финале                           | Счёт |
| --------- | ---- | ------------ | --------------------- | ------------------------------------------------ | -------------------------------------------- | ---- |
| Победа    | 1999 | Кубок мира   | Дюссельдорф, Германия | Австралия: · П. Рафтер, С. Столл, М. Филиппуссис | Швеция: · Ю. Бьоркман, Н. Культи, Т. Энквист | 2-1  |
| Победа    | 1999 | Кубок Дэвиса | Ницца, Франция        | Австралия: не играл в финале                     | Франция                                      | 3-2  |

## Дальнейшая карьера
По окончании игровой карьеры Столл продолжал заниматься теннисом. В 2004 году он вёл еженедельную телевизионную программу «SLAM! Road to the Australian Open», посвящённую теннису, а в 2006—2007 годах сотрудничал как тренер с Федерацией тенниса КНР, тренируя таких теннисисток как Ли На, Сунь Тяньтянь и ведущая китайская пара Янь Цзы-Чжэн Цзе. В августе 2007 года Столл был назначен тренером Австралийского института спорта, ответственным за разработку тренировочных программ и графиков соревнований для австралийских теннисисток. Среди спортсменок, с которыми он работал в институте, были Ярмила Гайдошова, Кейси Деллакква и Джессика Мур.
В 2008 году Столл начал работу в Национальной теннисной академии Нового Южного Уэльса в Сиднее. Проработав в академии 2,5 года, он в конце 2010 года занялся торговлей недвижимостью, но в середине 2012 года вернулся в теннис, на этот раз как руководитель Азиатско-Тихоокеанского теннисного института. В 2016 году Столл стал тренером Национальной теннисной Академии Южной Австралии.
Сэндон Столл женат на Маргот Мур; в этом браке родились две дочери — Исла (2008) и Дейзи (2010).